# Dějiny tanku

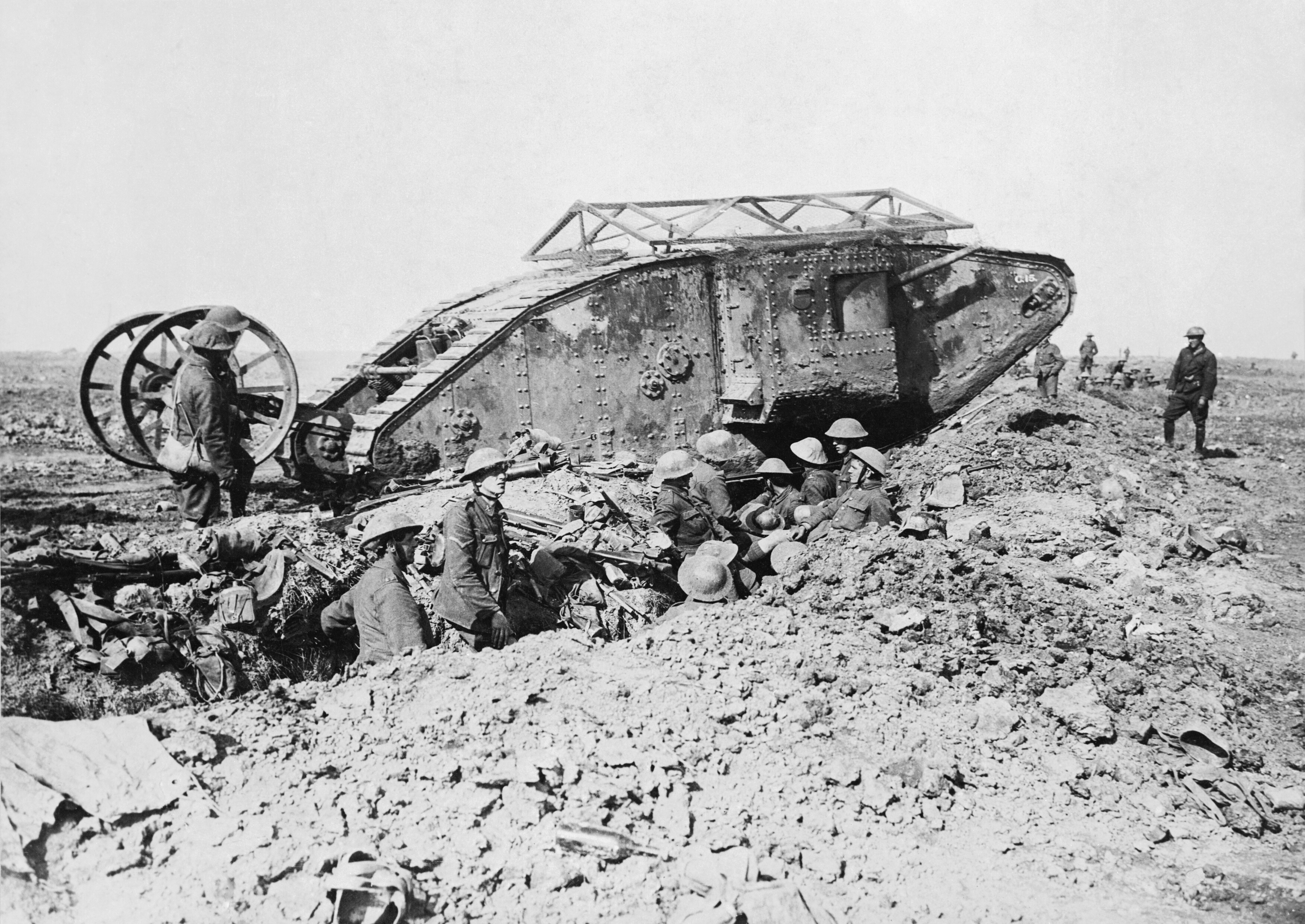
Britský tank Mark I v akci 26. září 1916 (pohybuje se zleva doprava). Foto Ernest Brooks.

Dějiny tanku se začaly psát v 15. století, kdy s prvním návrhem bojového vozidla podobného tanku přišel vynálezce Leonardo da Vinci. Za předchůdce tanku lze také považovat husitské bojové vozy s píšťalami a tarasnicemi. První prakticky použitelné tanky se však objevily až během první světové války, kdy se od prvních prototypů přešlo k sériové výrobě.

## Předchůdci tanku

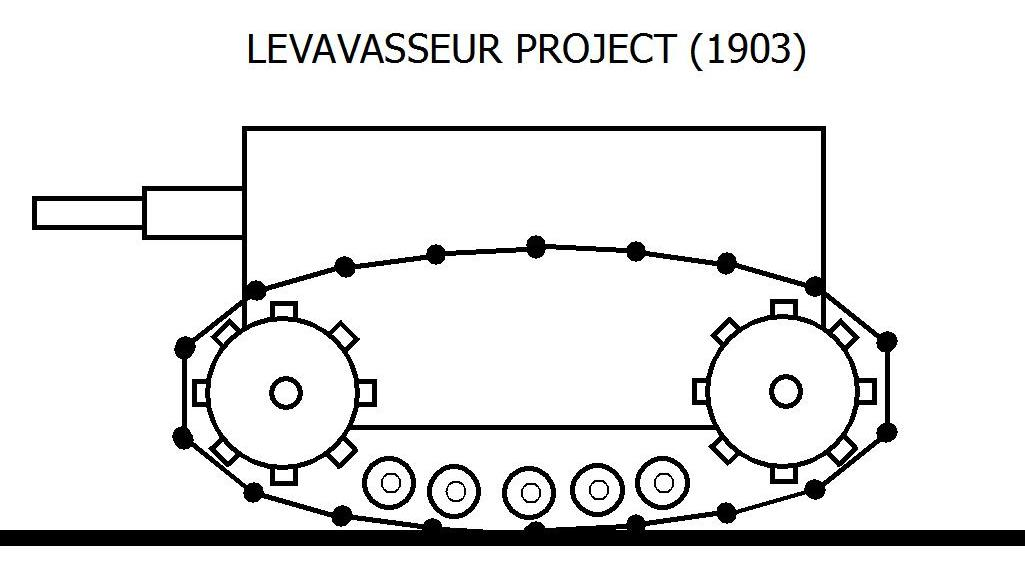
Canon autopropulseur byl projekt samohybného děla kapitána Levavasseura z roku 1903.

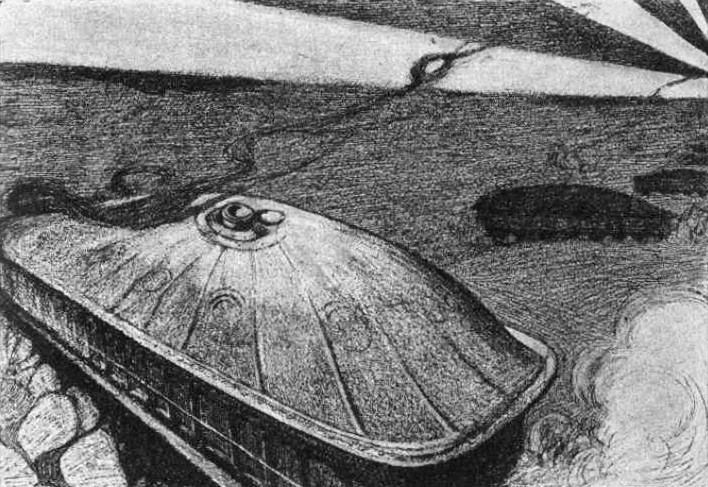
Ilustrace k povídce H. G. Wellse Obrněnci představuje mohutné obrněné vozidlo vybavené koly s článkovými pásy.

Jednu z důležitých součástí tanku – housenkové pásy – vynalezl v roce 1770 anglo-irský vynálezce Richard Lovell Edgeworth. Tyto pásy byly použity u relativně malého počtu tahačů, u nichž díky tomu značně vzrostla průchodnost v blátivém terénu během krymské války.
Dalším významným mezníkem v dějinách tanku je britský „motorový válečný vůz“ F. R. Simse z roku 1899. Tento první obrněný automobil na světě byl vybaven motorem Daimler, pancéřováním a dvěma kulomety Maxim. Vozidlo bylo předvedeno roku 1902 u londýnského Křišťálového paláce.
V roce 1903 předložil francouzský kapitán Léon Levavasseur francouzskému ministerstvu války projekt samohybného děla (canon autopropulseur), což byla zřejmě první představa konstrukce bojového vozidla známeho jako tank. Projekt představoval 75mm dělo umístěné v ochranné karoserii z ocelových plátů, jež se pohybovalo na housenkových pásech, a poháněl je zážehový motor o výkonu 80 koní. Posádku měli tvořit 3 muži, dělo si vezlo vlastní zásobu střeliva a mělo být schopno jízdy v terénu. Projekt byl po dlouhém rozvažování zamítnut v roce 1908, poté co vešel ve známost úspěch pásového tahače britského inženýra Davida Robertse. Skutečným „otcem“ prvního francouzského tanku se tak o několik let později stal Jean Baptiste Eugène Estienne.
Anglický spisovatel H. G. Wells ve své povídce Obrněnci (The Land Ironclads), publikované v The Strand Magazine v prosinci 1903, popsal bojové použití obrněných terénních vozidel opatřených koly s článkovými pásy, jež překonávala systém opevněných zákopů, čímž rozbíjela nepřátelskou obranu a uvolňovala prostor pro postup pěchoty.
V letech před první světovou válkou spatřily světlo světa dvě použitelné konstrukce tankového typu. V roce 1911 navrhl rakouský důstojník Günther Burstyn bojové vozidlo s dělem v otočné věži. V roce 1912 přišel australský inženýr Lancelot de Mole s návrhem, který zahrnoval i zmenšený model funkčního vozidla opatřeného článkovanými pásy. Oba tyto návrhy byly vládními úřady v obou zemích odmítnuty.

### Americké housenkové traktory v Evropě
Zatímco rozvoj tanků byl prakticky ještě v plenkách, v evropských armádách a ve Spojených státech nacházely uplatnění nejen obrněné automobily, ale hlavně příbuzní tanku housenkové či pásové traktory, které ovlivnily rané konstrukce tanků a zkušenosti s jejich bojovým nasazením pomohly stanovit požadavky na praktické obrněné bojové vozidlo.
Rozhodující roli ve vývoji tanku sehrála strojírna Holt Manufacturing Company z kalifornského Stocktonu. Její spoluzakladatel Benjamin Holt si nechal v roce 1907 jako první v USA patentovat fungující zemědělský traktor na housenkovém podvozku. Čtyři roky předtím, v roce 1903 se Holt vypravil do Anglie, která byla tehdy centrem vývoje v této oblasti, aby se seznámil s nejnovějším vývojem v oboru, a zakoupil zde práva na výrobu Lombardova parního tahače klád. Po návratu do USA využil Holt svých znalostí a strojírenského zázemí své společnosti a vyrobil první prakticky použitelný pásový podvozek pro traktory. Jeho pásový traktor si dokázal poradit stejně dobře s mokrým, bahnitým povrchem jako se svažitým terénem.

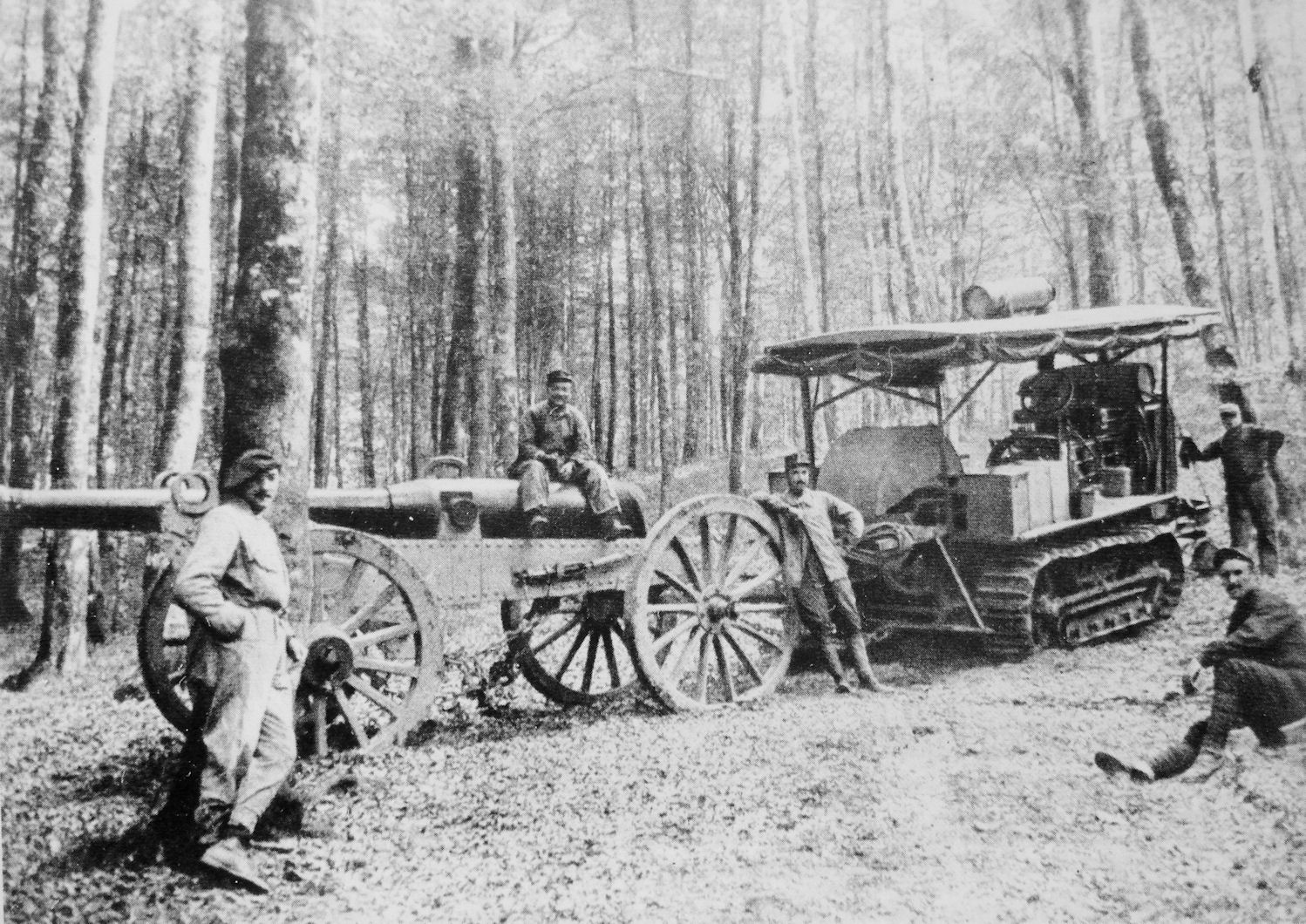
Traktor Holt počátkem roku 1915 ve francouzských Vogézách, kde sloužil jako dělostřelecký tahač 155mm kanónu De Bange francouzské armády.

Po vypuknutí 1. světové války přilákala schopnost pásových traktorů Holt překonávat překážky způsobené zákopovou válkou a jejich schopnost tahat těžké náklady pozornost vojenských činitelů. Francouzská a britská a později i americká armáda je začaly používat jako dělostřelecké tahače, univerzální terénní tažná vozidla i jako vyprošťovací vozidla pro tanky. Traktory Holt se staly i vzorem pro vývoj britských a francouzských tanků.
 V roce 1916 sloužilo potřebám britské armády na 1000 Holtových traktorů Caterpillar, které vážily 8200 kg a měly 120 koní (89 kW). Koncem války sloužilo v armádách mocností Trojdohody na 10 000 Holtových strojů.

## První světová válka
Zákopová válka v první světové válce znamenala pro válčící strany značný problém, protože boje probíhaly v opevněných zákopech. Se zavedením kulometu se zcela změnil poměr sil na bojišti ve prospěch obránců. Ani jedna armáda se nedokázala pohnout z místa. Kdo zaútočil, měl okamžitě obrovské ztráty způsobené palebnou silou kulometů a delostřelectva nepřítele. Pro změnu této patové situace na západní frontě bylo třeba speciální obrněné pohyblivé zbraně způsobilé překonávat jakýkoli terén. To vedlo k vývoji tanku.

### Britské tanky

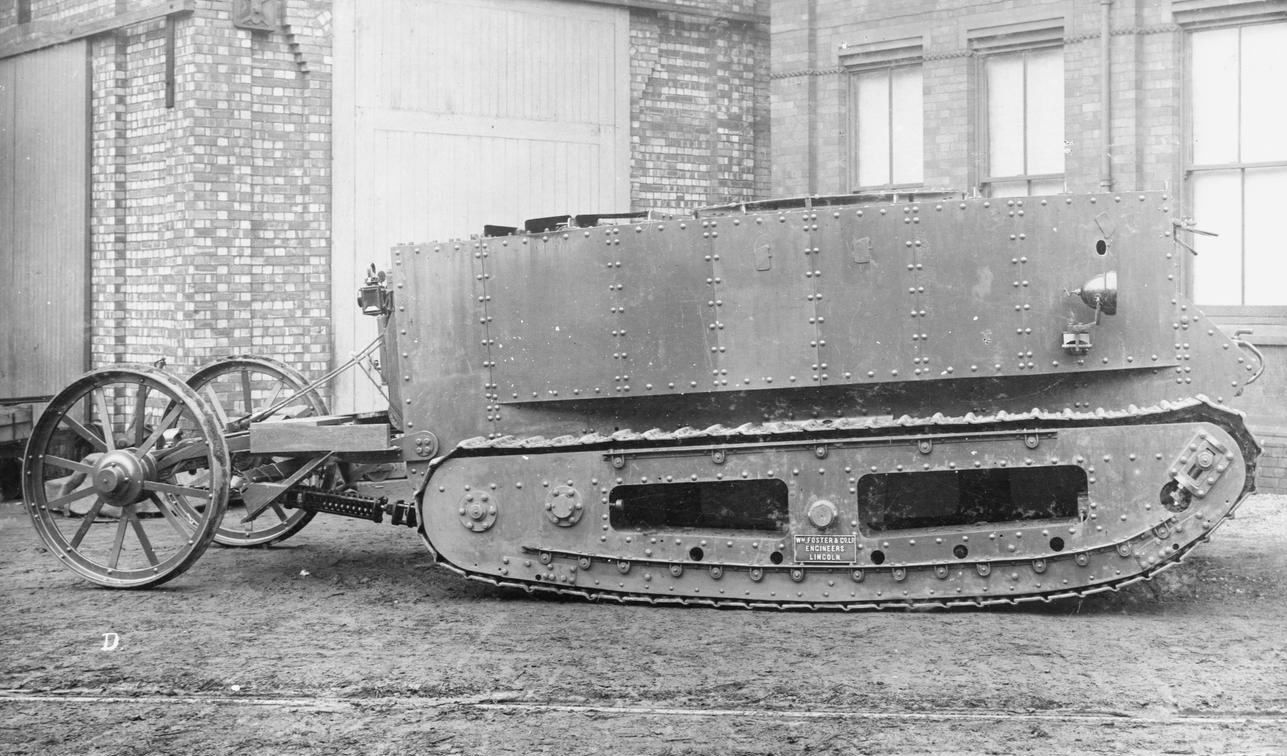
Little Willie z roku 1915 se zadními řídicími koly

Začátkem první světové války stála v čele tankového vývoje Velká Británie. V červenci 1914 se podplukovník Královského ženijního sboru britské armády Ernest Swinton dozvěděl o traktorech Holt a jejich výkonech. Swinton si uvědomil, že by to mohl být vhodný tažný prostředek, a informoval o tom patřičná místa. úřad nato jeden traktor Holt zakoupil a podrobil ho zkouškám na polygonu v Aldershotu. Ačkoli 75koňový (56 kW) Holt nebyl tak silný jako britský stroj Foster-Daimler s výkonem 105 koní (78 kW), ukázal, že se lépe hodí k tahání těžkých nákladů na nezpevněném terénu. Bez nákladu dokázal vyvinout rychlost 6.4 km/h, s nákladem pak 3,2 km/h. Navíc byly traktory Holt okamžitě k mání ve velkých počtech. Komise Válečného úřadu ho proto doporučila jako dělostřelecký tahač.
Po vypuknutí války odcestoval Swinton do Francie jako válečný dopisovatel. Tam si v říjnu 1914 začal uvědomovat potřebu obrněného terénního protikulometného vozidla a vzpomněl si přitom na Holtovy traktory. Následně poslal dopis sekretáři Válečné rady siru Maurici Hankeymu, v němž mu navrhl vývoj obrněného bojového vozidla, které by se mohlo utkat s nepřátelskou pěchotou, kulometnými hnízdy a děly. Hankey v prosinci 1914 seznámil se Swintonovým návrhem Prvního lorda admirality Winstona Churchilla, který následně 20. února 1915 ustanovil takzvanou Komisi pozemních obrněnců (Landship Committee). Tvořili ji vládní úředníci, inženýři a zástupci Královského námořnictva. Komise pověřila námořnictvo, jež mělo mnohem více zkušeností se stavbou obrněných prostředků než jiné vojenské složky, vedením projektu vývoje a testování obrněných traktorů jako tzv. „pozemních obrněnců“.

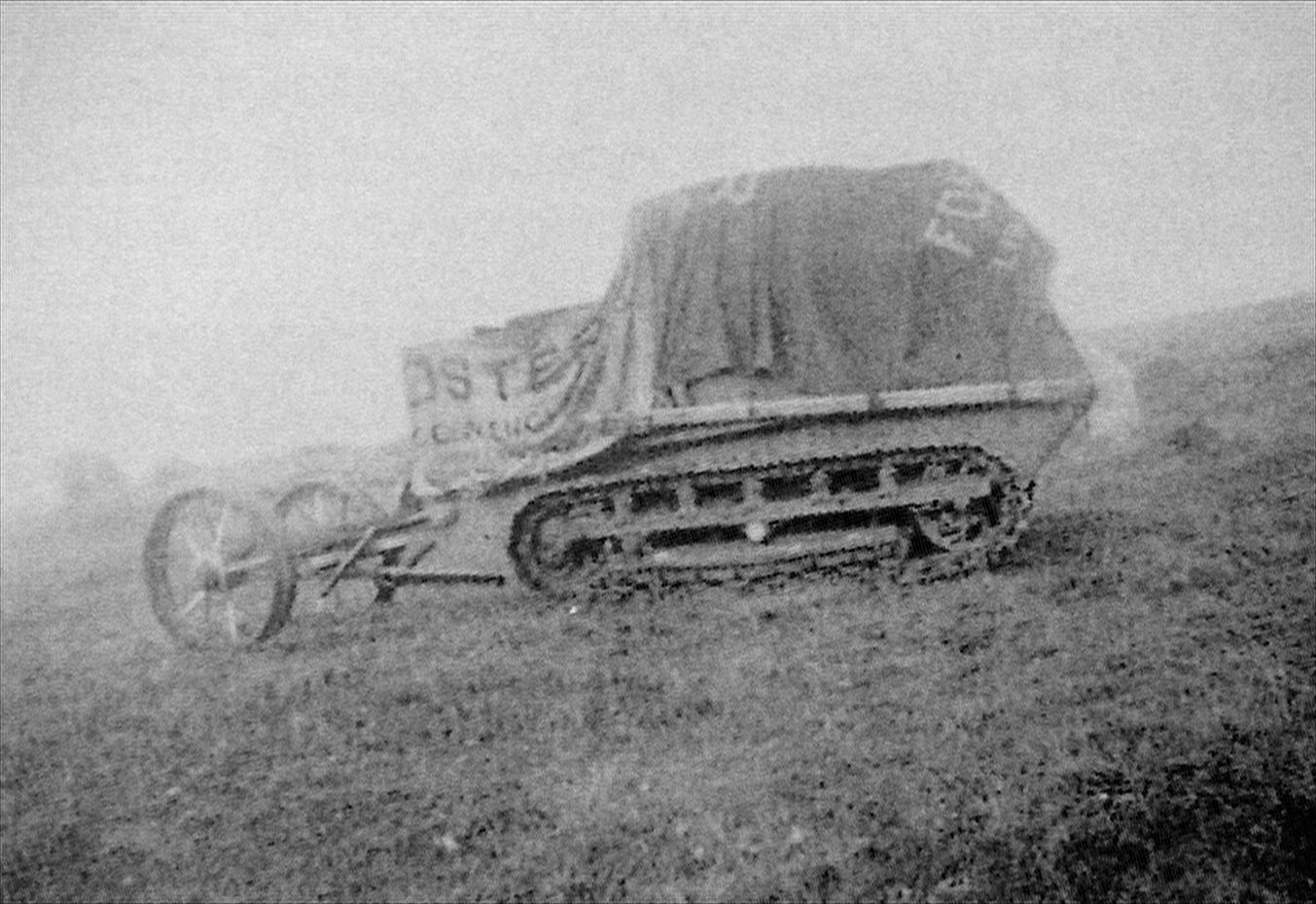
Stroj Lincoln č. 1 se systémem housenkových pásů Bullock Creeping Grip

Po řadě neúspěšných experimentů se komise rozhodla pro konstrukci menšího zkušebního pozemního obrněnce s využitím amerického systému housenkových pásů Bullock Creeping Grip. Nový prototyp byl nazván Stroj Lincoln č. 1 (No1 Lincoln Machine), brzy se však ujala přezdívka Little Willie. Konstrukční práce začaly 11. srpna 1915 a již 10. září proběhly první zkoušky. Kvůli nevhodnému podvozku však nedopadly dobře. Vývoj pod vedením majora Waltera G. Wilsona a odborníka na zemědělskou techniku sira Williama A. Trittona však pokračoval dál. William Tritton přišel s upraveným podvozkem a Little Willie byl dokončen počátkem prosince 1915. Tank vážil 18,3 tuny a jeho pancíř byl snýtován z šestimilimetrového kotlového plechu. Měl být osazen dvěma dvouliberními děly Vickers, druhotnou výzbroj měl tvořit jeden či více kulometů. K pohonu sloužil benzinový šoupátkový motor Foster-Daimler Knight o výkonu 105 k, s nímž stroj dosahoval maximální rychlost 3,2 km/h. Řízení pásového vozidla napomáhala dvojice vlečených kol. Osádku mělo tvořit šest mužů. Ačkoli při následných zkouškách překonal Little Willie 1,5 m široký příkop a vystoupal na 30 cm vysokou překážku, usoudila Komise, že jeho schopnost překonávat zákopy není dostatečná. Walter Gordon Wilson tedy přišel s kosodélníkovým návrhem, který vešel ve známost jako "His Majesty's Land ship Centipede" (Pozemní loď Jeho Veličenstva Stonožka) a posléze Big Willie nebo též Mother. Tento prototyp byl mnohem delší než Little Willie a měl vylepšený pohon, čímž se snížilo těžiště. Na každém boku měl sponson vybavený šestiliberním (57mm) námořním dělem. Při zkouškách v lednu 1916 Mother úspěšně překonal 2,10 m široký zákop a 2 m vysokou terénní překážku. Jeho nedostatkem bylo, že postrádal jakékoli odpružení. Po úspěšných zkouškách 29. ledna 1916 objednal Válečný úřad stokusovou sérii pro použití na západní frontě ve Francii. Druhou objednávku na dalších 50 kusů pak učinil v dubnu.
Tank Mother byl přijat do výroby pod názvem Mark I. Kvůli utajení jeho skutečného účelu byly již v době stavby prototypu od srpna 1915 záměrně šířeny různé dezinformace. V dílenských dokumentech se uvádělo, že se jedná o vodní nádrže, anglicky tanks, zřejmě pro použití při mezopotámském tažení. Dělníci o nich běžně hovořili jako o vodních tancích či prostě jen tancích. V říjnu se Komise pozemních obrněnců rozhodla změnit z bezpečnostních důvodů svůj název na něco méně zřejmého. Jeden z jejích členů, Ernest Swinton, navrhl "tank" a ostatní souhlasili. Původně krycí název tank se tak stal běžně používaným označením pro obrněná bojová vozidla na pásových podvozcích. Komise pozemních obrněnců byla přejmenována na Tankovou komisi (Tank Supply Committee) a název tank jako označení pro obrněná bojová pásová vozidla posléze přešel i do celé řady cizích jazyků.

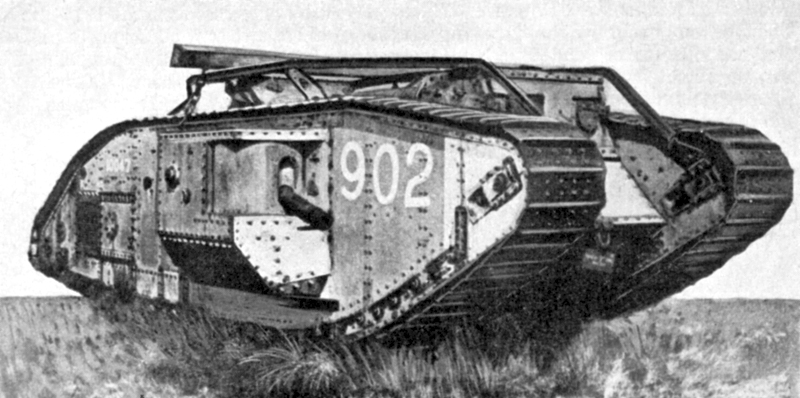
Tank Mark V*

Hmotnost modelu Mark I dosahovala 28 tun a osmičlennou osádku chránily snýtované pancéřové pláty. Vozidlo se vyrábělo ve dvou základních variantách. „Mužský“ tank (Male) nesl ve sponsonech dva šestiliberní (57mm) kanóny Hotchkiss a k tomu čtyři kulomety Hotchkiss nebo Lewis ráže .303 British (7,7 mm) jinde v bocích trupu. „Ženský“ tank (Female) pak byl vyzbrojen čtyřmi kulomety ráže .303 British. Zatímco Male byl určen k ničení nepřátelských pevnůstek a polních opevnění, Female měl především podporovat útoky pěchoty. Vývoj pokračoval tanky Mark II a III, které sloužily jen k výcviku, takže masově v bojích nasazeným britským tankem v 1. světové válce se stal až Mark IV. Dočktal se oproti typu Mark I řady vylepšení. Především došlo ke zkrácení hlavní děl, protože u dlouhých hlavní se projevoval sklon k zarývání do terénu, když se tank naklonil na překážce. Benzinová nádrž byla kvůli ochraně posádky přemístěna z vnitřku vozidla na povrch. Jako pohonná jednotka sloužil motor Daimler o výkonu 105 nebo 125 k, s nímž tank dosahoval rychlosti 6,5 km/h. Vylepšený tank Mark V z roku 1917 byl první britský tank, který mohl řídit pouze jeden muž. Měl také zesílené pancéřování, lepší systém komunikace posádky a samostatnou kopuli pro velitele. Devětadvacetitunový stroj poháněl benzinový řadový šestiválec Ricardo s výkonem 150 koní (110 kW). Varianta Mark V* měla prodloužený trup pro lepší překonávání zákopů, varianta Mark V** dostala vylepšené pásy.

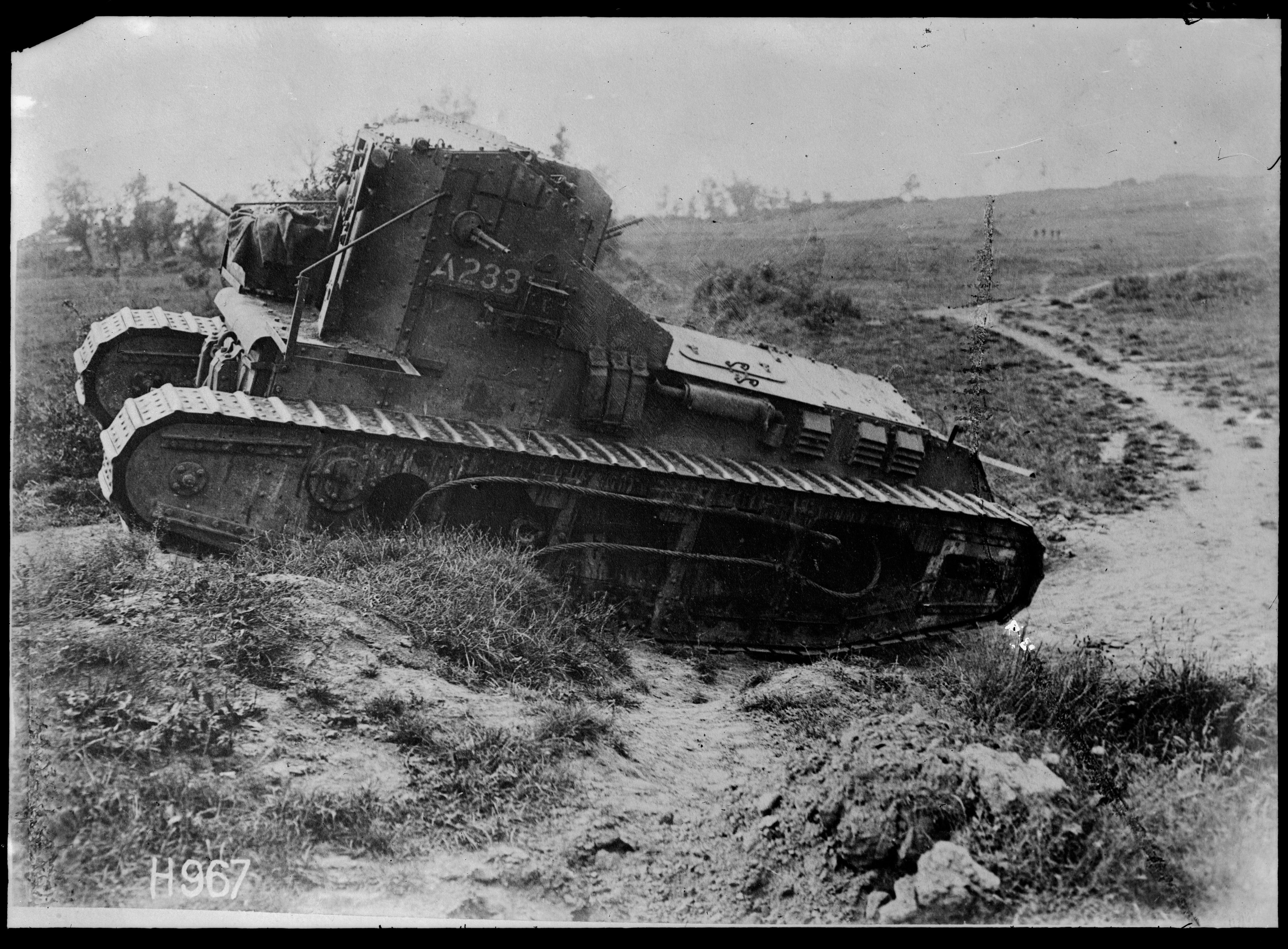
Whippet ve Francii v roce 1918

William Tritton, který měl být za vývoj tanku Mark I povýšen do šlechtického stavu, přišel 3. října 1916 s myšlenkou lehkého a rychlého obrněného vozidla, které by mohlo s výhodou využít průlomu nepřátelských pozic provedeného těžkými tanky. Tanková komise odsouhlasila 10. listopadu konstrukci jeho prototypu nazvaného Tritton Chaser (Trittonův stíhač). Sám Tritton jej později změnil na Whippet. Britský Válečný úřad koncepci schválil 25. listopadu. Stavba prototypu začala 21. prosince a byla dokončena 3. února 1917. Již první verze byla – poprvé u britského tanku (Little Willie měl věž pevnou) – vybavena otočnou věží z obrněného vozu Austin. Po jejím dokončení se tank podrobil vojenským zkouškám,  načež následujícího dne nařídil vrchní velitel Britského expediční sboru polní maršál Douglas Haig výrobu 200 tanků Tritton. První tanky s oficiální označením Medium Tank Mark A byly armádě dodány v říjnu 1917. Základem konstrukce Whippetu byl pásový podvozek s pevnou nástavbou pro tříčlennou osádku. Výzbroj tvořily čtyři kulomety Hotchkiss ráže .303, s těžší výzbrojí se vzhledem k jeho funkci pronásledovatele nepočítalo. Dvojice benzinových čtyřválců Tylor Twin JB 4, každý s výkonem 45 koní (67 kW), mu i přes 14mm pancéřování umožňovala jet rychlostí 13 km/h. Značnou bojovou výhodou byl i operační dosah 64 km.

### Francouzské tanky
Počátky konstrukce tanků ve Francii velmi brzdila na rivalita výrobců a byrokracie ve francouzské armádě. Nicméně především zásluhou plukovníka, později generála Jeana Baptista Eugèna Estienna se jejich vývoj se začátkem první světové války přece jen rozběhl a dnes se ve Francii na Estienna vzpomíná jako na „otce tanku“. Známý je jeho výrok z 23. srpna 1914, kdy prohlásil: „Pánové, vítězství v této válce bude patřit té válčící straně, která jako první umístí 75milimetrové dělo na vozidlo schopné jízdy v jakémkoli terénu.“

#### Slepá ulička

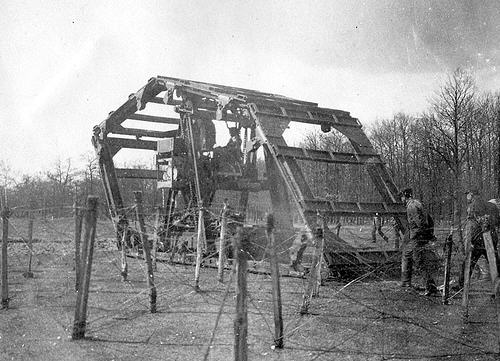
Boiraultův stroj na počátku roku 1915

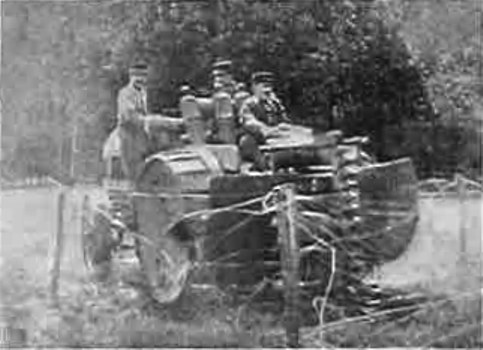
Breton-Pretotův stroj při zkouškách v červenci 1915

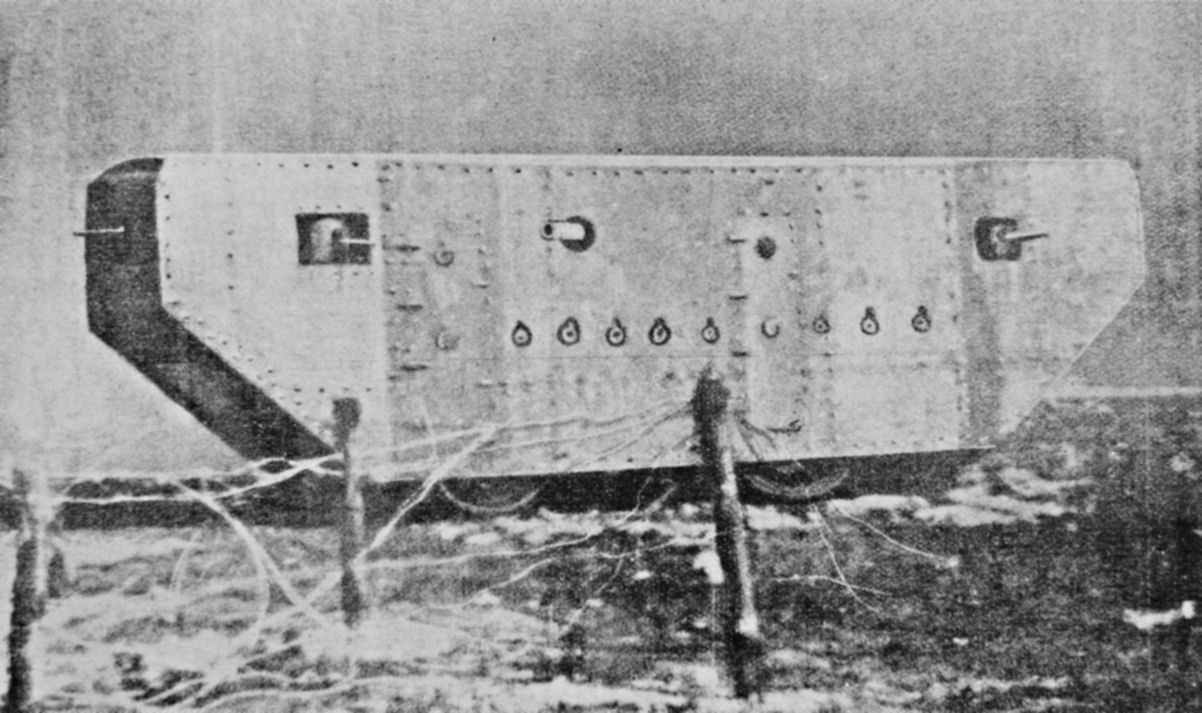
Zkoušky „pozemní bitevní lodi“ tanku Frot-Laffly, 28. březen 1915

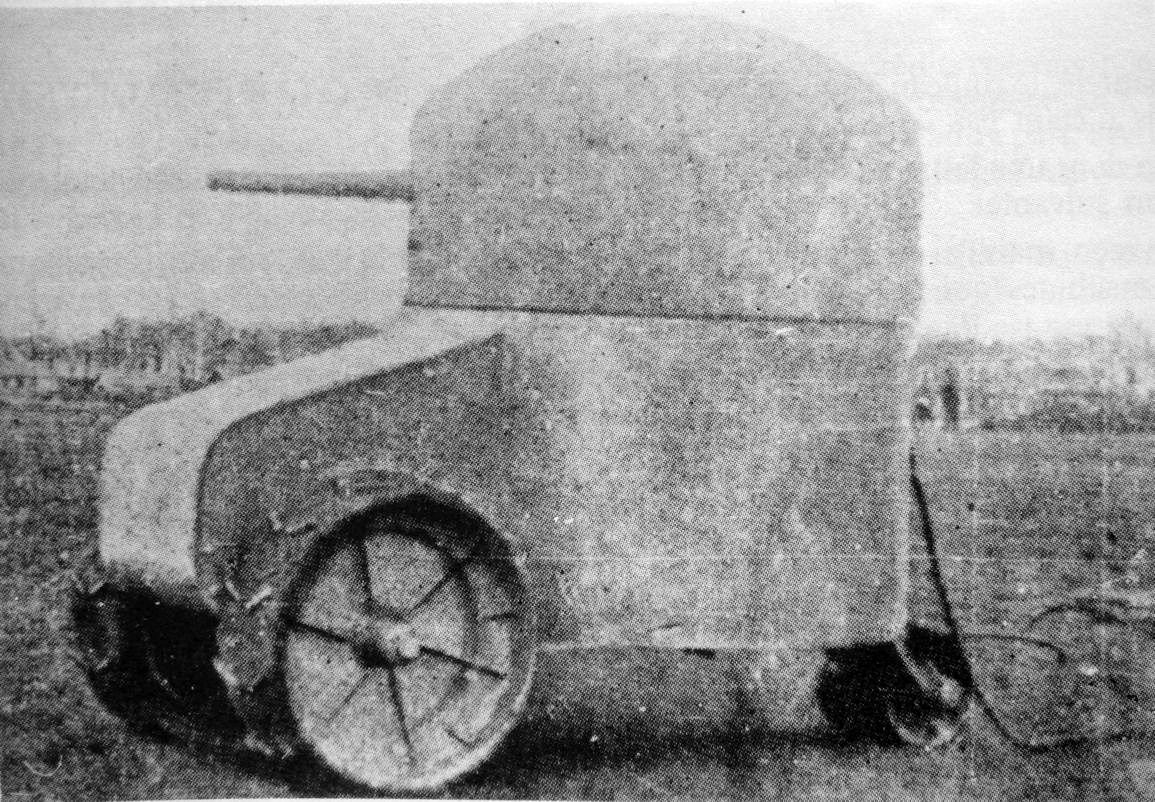
Elektrická "Pevnůstka" Aubriot-Gabet "Fortress" na podvozku zemědělského traktoru, 1915

V letech 1914 až 1915 probíhal vývoj experimentálního vozidla nazvaného Boiraultův stroj, od něhož se očekávalo, že dokáže překonávat zátarasy z ostnatého drátu, zákopy a krátery po granátech. Stroj tvořila kabina pro dvojčlennou posádku s pohonnou jednotkou a převodovkou, kolem níž byl postaven systém šestidílného pohyblivého rámu (každý díl měl rozměry 4 x 3 metry a čtyři příčky), jehož překlápění umožňovalo pohyb. Směr pohybu dopředu či dozadu určoval řidič přesouváním kabiny ve středu rámu. Tento projekt byl zamítnut pro přílišnou viditelnost, hluk, zranitelnost, pomalou rychlost a špatnou manévrovatelnost vozidla.
Od listopadu 1914 probíhal též vývoj Breton-Prétotova stroje, což byl prototyp obrněného traktoru určeného ke stříhání zátarasů z ostnatého drátu. Jeho autory byli inženýr Prétot a tehdejší poslanec Jules-Louis Breton. Stroj však nenaplnil očekávání francouzské armády.
Inženýr M. Frot navrhl 1. prosince 1914 francouzskému ministerstvu války koncepci experimentálního obrněného tanku s výzbrojí, jehož základem byl motorizovaný kolový silniční válec Laffly. Zkoušky této „pozemní bitevní lodi“, tanku Frot-Laffly, proběhly 28. března 1915 a stroj se při nich dokázal úspěšně vypořádat se zátarasy z ostnatého drátu. Postrádal však potřebnou pohyblivost. Projekt byl zamítnut ve prospěch návrhu plukovníka Estienna.
V roce 1915 se konaly také pokusy postavit silně pancéřovaná a vyzbrojená vozidla na podvozcích zemědělských traktorů s velkými zubovanými koly. Takovým byl i tanku podobný stroj Aubriot-Gabet zvaný "Pevnůstka". Měl elektrický motor, k němuž se elektrická energie přiváděla kabelem, a byl vyzbrojen námořním 37mm kanonem. Ale i tento projekt se ukázal jako nepraktický.

#### Zrození tanku

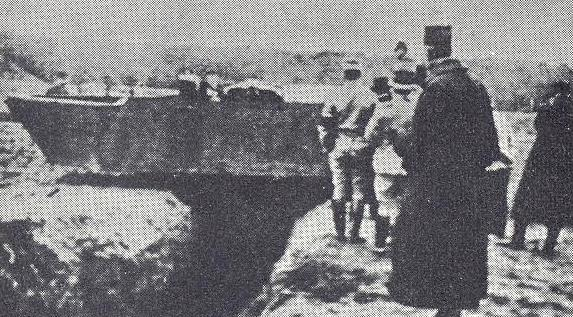
Experimentální tank Souain při překonávání zákopu 9. prosince 1915

V rámci studia nekonečného housenkového pásu, jímž se Francouzi zabývali od ledna 1915, se v květnu téhož roku přistoupilo k praktickým zkouškám. Bylo to o dva měsíce dřív, než započaly testy britského pozemního obrněnce Little Willie. Ve stejném měsíci jako zkoušky Little Willieho začali Francouzi testovat i svůj experimentální tank Souain, nicméně Britové dokázali dostat svůj tank na bojiště bitvy na Sommě již v září 1916. Dne 9. prosince se plukovník Estienne zúčastnil společně s generálem Pétainem předváděcích jízd v rámci takzvaného experimentu Souain, jehož cílem bylo otestovat schopnosti podvozku amerického traktoru Baby Holt Caterpillar pro vojenské využití. Předvádění probíhalo na bývalém bojišti nedaleko severofrancouzské obce Souain-Perthes-lès-Hurlus a mělo rozhodující vliv na další vývoj francouzského tankového programu.

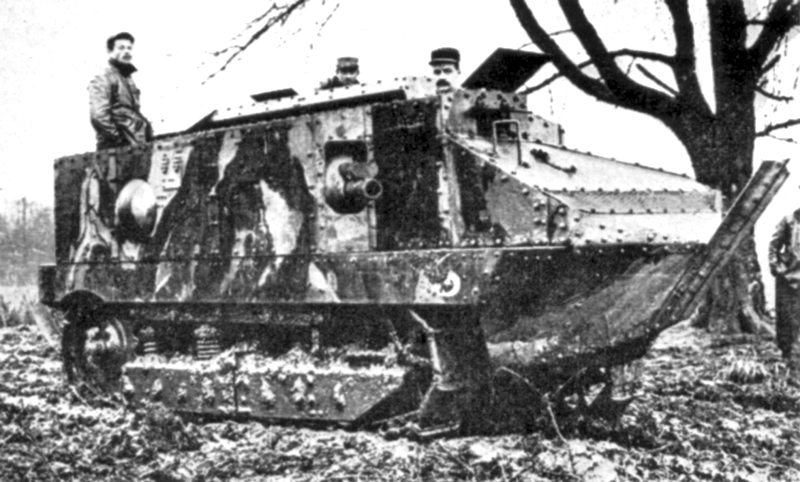
Schneider CA1

Počátkem roku 1915 se plukovník Estienne dozvěděl, že Eugène Brillié ze zbrojovky Schneider & Co vyvíjí prototyp obrněného vozidla, jehož základem je podvozek amerického pásového traktoru Holt 75. Estienne rychle pochopil význam projektu a začal jej vehementně podporovat u vrchního velení francouzské armády. Prosazoval přitom vytvoření jednotek velkých obrněných vozidel. Práce na stroji, z něhož měl vzejít první francouzský tank Schneider CA1, rychle pokračovaly, takže 16. června mohl být prototyp předveden francouzskému prezidentovi Raymondu Poincarému. Tank měl podobu pancéřované bedny s předkem ve tvaru přídě člunu pro snazší překonávání drátěných zátarasů, jejíž součástí byla řezačka ostnatého drátu. K nedostatkům tanku Schneider patřily dost krátké pásy vzhledem k jeho rozměrům. Na rovném terénu se stroj pohyboval bez obtíží, avšak při jakémkoli sklonu, nahoru či dolů, měly přečnívající konce trupu sklon zarývat se do země. První tank Schneider CA byl armádě dodán 1. prosince 1916.
První tanky Schneider se dostaly na bojiště až koncem války. Byla to těžkopádná téměř 6,5 m dlouhá vozidla s hmotností skoro 13,5 tuny. Benzinový čtyřválec Schneider o výkonu 60 hp jim umožňoval maximální rychlost 8 km/h. Výzbroj tvořila pevnostní verze 75mm děla umístěného v čele vozidla a dvojice 8mm kulometů Hotchkiss v kulových lafetách na bocích trupu. Osádku tvořilo 7 mužů. Schneider CA1 byl zařazen do výzbroje od jara 1917 a do konce války bylo vyrobeno 400 kusů. Ve službě pak vydržely až do španělské občanské války. Smutnou kapitolou je historie jejich vrchním velením vynuceného předčasného prvního masového nasazení 16. dubna 1917 v Chemin des Dames v rámci takzvané Nivellovy ofenzívy. Útok 132 strojů, které se v těžkém rozbahněném terénu pohybovaly jen s obtížemi, německé dělostřelectvo odrazilo, přičemž 57 tanků bylo zničeno, další byly neopravitelně poškozeny. V konečném důsledku to však paradoxně spojeneckým vojskům pomohlo, protože Němci začali tanky podceňovat a začali je vyrábět až na konci války.

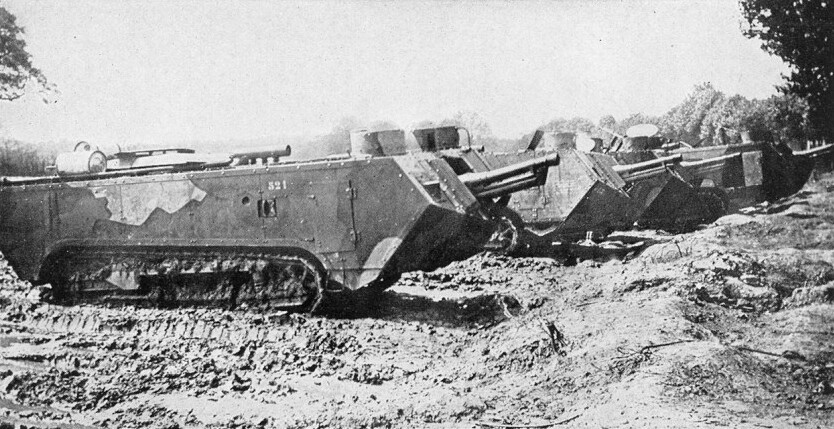
St. Chamond

Estiennovi konkurenti Jules-Louis Breton a plukovník Emile Rimailho mezitím navrhli jiný tank, který se stal později známý jako Saint-Chamond či St. Chamond. Toto tříštění sil a prostředků bylo však na škodu francouzskému válečnému úsilí. Rimailho patřil ke konstruktérům pověstného francouzského 75mm polního děla model 1897, které pro potřeby použití v tanku upravil. Také trup St. Chamondu přečníval dopředu před pásy, proto byl i tento tank neohrabaný a snadno uvízl i v lehce zvlněném terénu. S čtyřválcovým motorem Panhard-Levassor o výkonu 90 koní dosahoval tento 24tunový tank rychlosti nanejvýš 13 km/h. Osmičlenná osádka obsluhovala kromě hlavního děla ještě čtyři 8mm kulomety Hotchkiss umístěné vpředu a 4 vzadu. Pro potřeby armády bylo vyrobeno celkem 377 bojových tanků St. Chamond a dalších 23 bylo upraveno na vyprošťovací a podpůrná vozidla.

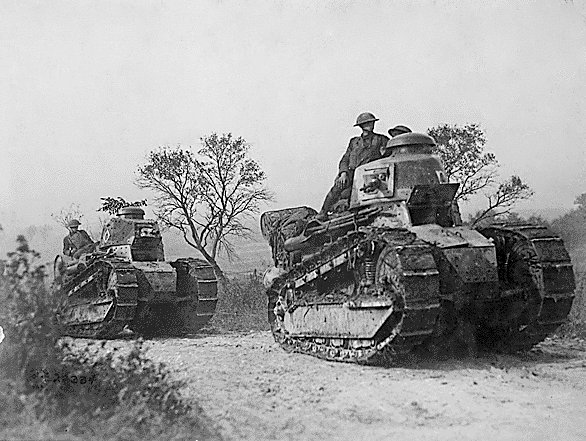
Francouzské tanky Renault FT-17 s americkými osádkami míří v létě 1918 během bitvy o Argonský les do boje.

Koncem roku 1915 se Estienne spojil s průmyslovým magnátem Louisem Renaultem, aby ho přesvědčil, že by měl vyrábět tanky. Renault sice zpočátku odmítl, ale v červenci 1916 Estienna informoval, že jeho společnost vyvíjí lehký tank. Jednalo se o stroj původně označovaný Renault FT, jenž později získal označení Renault FT-17. Estienne se poté spolu s Luisem Renaultem přímo podílel na jeho vývoji. Výsledek jejich snahy byl doslova revoluční. Lehký tank Renault FT-17 totiž přinesl dva konstrukční prvky, jež jsou dodnes součástí tankové konstrukce. Byla to především nahoře umístěná věž, která se mohla otáčet o 360 ° a v tomto rozsahu také střílet. Druhou významnou změnou bylo přenesení motoru dozadu. Zvětšil se tak prostor pro osádku a současně snížilo riziko požáru v něm.
Do výzbroje francouzské armády byl FT-17 zařazen na jaře 1917. Jeho osádku tvořili dva muži, kteří obsluhovali 37mm dělo Puteaux SA 1918 a jeden nebo dva 8mm kulomety Hotchkiss. Benzinový čtyřválec Renault s výkonem 35 koní dokázal dát sedmitunovému tanku nejvyšší rychlost 8 km/h. Díky pásům, jež běžely kolem podvozku, se FT-17 podobal již tankům následující generace. Jednalo se o nejlepší francouzský tank té doby. Byl sice poměrně lehký a malý, ale to byla současně jeho výhoda – jako jediný tank ho bylo možné přepravovat nákladním autem. Do své výzbroje jej přijaly armády USA, Ruska a dalších zemí. Po různých úpravách vydržel ve službě víc než třicet let, včetně španělské občanské války, druhé světové války a první arabsko-izraelské války v roce 1948.

### Německé tanky

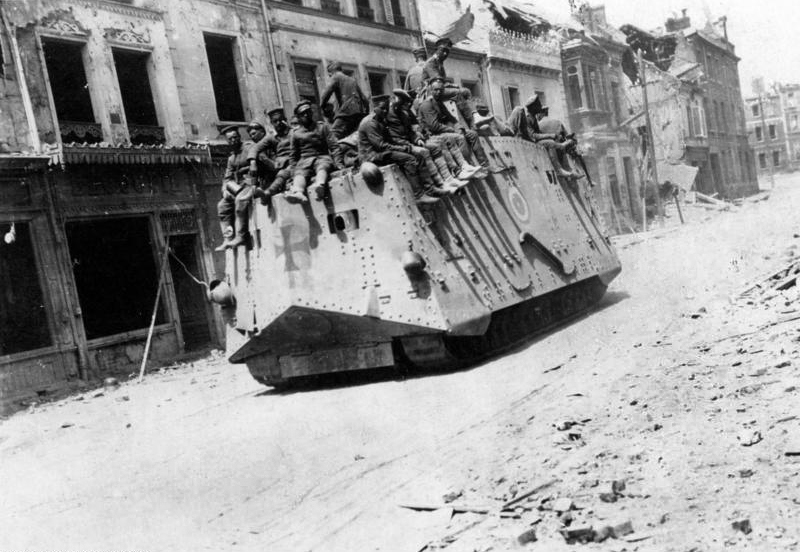
Tank A7V 21. března 1918 ve francouzském Roye

Počátky německého tankového vývoje sice sahají do roku 1911, nicméně počátkem 1. světové války Němci reálně zaostávali za Brity a Francouzi. Teprve úspěšné bojové nasazení prvních britských tanků donutilo německé vojenské velení jednat. Tento pozdní nástup se projevil v nezralosti německých tankových konstrukcí.
Němci rozpracovali celkem tři projekty, a to těžkého, středního a lehkého tanku, které dotáhli až do stadia prototypů. Tanky se však nikdy nedostaly do sériové výroby. Německý těžký tank neboli Grosskampfwagen či K-Wagen vznikl na jaře 1917. Měl být mohutnější než obrněné stroje armád Dohody, aby mohl prolomit nepřátelské linie i v husté palbě. Jeho výzbroj tvořila čtyři těžká 77mm děla a sedm kulometů Maxim MG 08 ráže 7,92 mm. Stodvacetitunový kolos poháněly dva benzinové šestiválce Daimler-Benz, s nimiž dosahoval maximální rychlost 7,5 km/h. Osádku mělo tvořit 27 mužů.
Na jaře 1918 byly během krátké doby vyvinuty lehké tanky LK I a LK II. Tank LK I posloužil jako zkušební vozidlo pro svého nástupce LK II. Oba stroje využívaly automobilový podvozek Daimler se 60koňovým čtyřválcem Daimler-Benz, který jim umožňoval jízdu rychlostí 14–18 km/h. Výzbroj LK I tvořil jen jeden kulomet MG 08 ráže 7,92 mm, neboť podle tehdy převládající vojenské doktríny potřeboval tzv. jezdecký tank, jehož úkolem bylo využít mezery v nepřátelské obraně k průniku za jeho bojové linie, především rychlost.
LK II, který byl již zřejmě ovlivněn Renaultem FT-17, měl při stejné pohonné jednotce o něco vyšší hmotnost, 8,75 t. Novinkou byla otáčivá věž vybavená s 37mm kanonem Krupp případně 57mm dělem Maxim-Nordenfelt. Sekundární zbraní byl jeden kulomet Maxim MG 08 ráže 7,92 mm v přední části vozidla. Do června 1918 byly dokončeny pouze dva prototypy a armádní objednávka na 580 tanků LK II nebyla nikdy realizována.
Jediný německý tank, který se dostal až na bojiště 1. světové války, byl Sturmpanzerwagen A7V. Byl to neohrabaný stroj, který vznikl stejně jako tanky LK I a LK II pod vedením inženýra Josepha Vollmera. S jeho výrobou se spěšně započalo v listopadu 1916 v reakci na nasazení britských tanků Mark I během bitvy na Sommě. V podstatě šlo jen o obdélníkovou pancéřovou skříň posazenou na podvozek traktoru Holt. Třiatřicetitunový tank byl přes 7 m dlouhý, 3 m široký a 3,3 m vysoký. Hlavní zbraní byl kanón Norfeld ráže 57 mm umístěný vepředu, sekundární pak 6 kulometů Maxim MG 08 ráže 7,92 mm pohyblivě umístěných na bocích a vzadu. Poháněly ho dva čtyřválcové řadové motory Daimler o výkonu 147 kW (200 koní), s nimiž dosahoval v terénu rychlosti maximálně 8 km/h. Vzhledem k hmotnosti a rozměrům tanku nebyl výkon motorů dostačující. Navíc byl tank díky světlé výšce pouhých 3,8 cm špatně uzpůsobený pro pohyb v terénu, což vedlo k problémům při jeho bojovém nasazení. Osádku tvořilo 18 mužů, z čehož byli dva řidiči, neboť řízení bylo značně obtížné.
Jelikož Němci nasadili do bojů pouze 20 tanků A7V, nemohly už závěr války naprosto ovlivnit.

### Ruské tanky

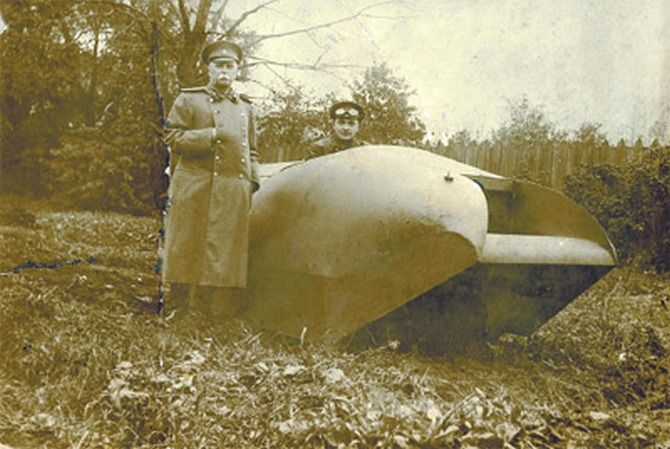
Prototyp Porochovščikovova Vezděchodu, 1915

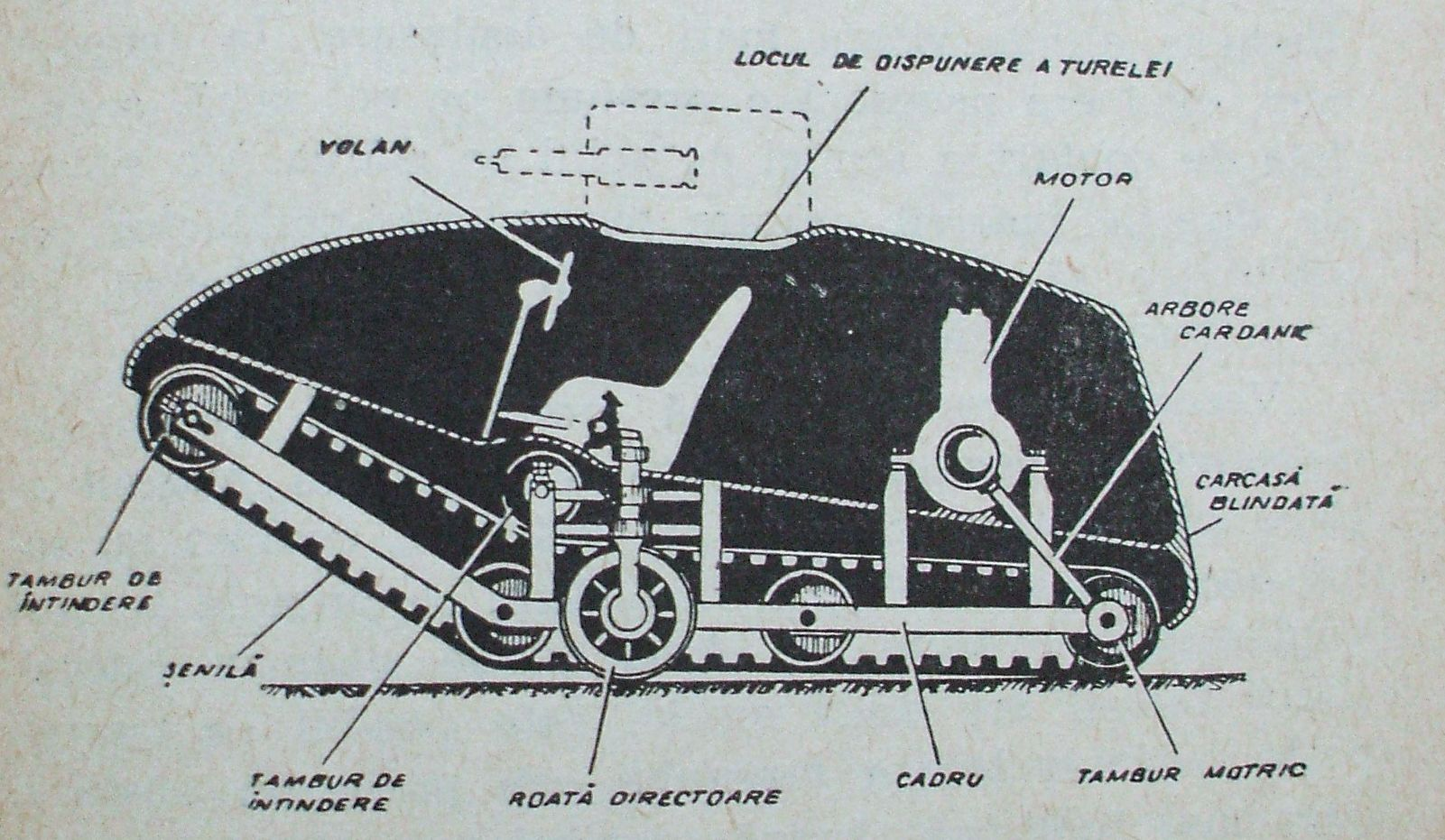
Nákres Vezděchodu

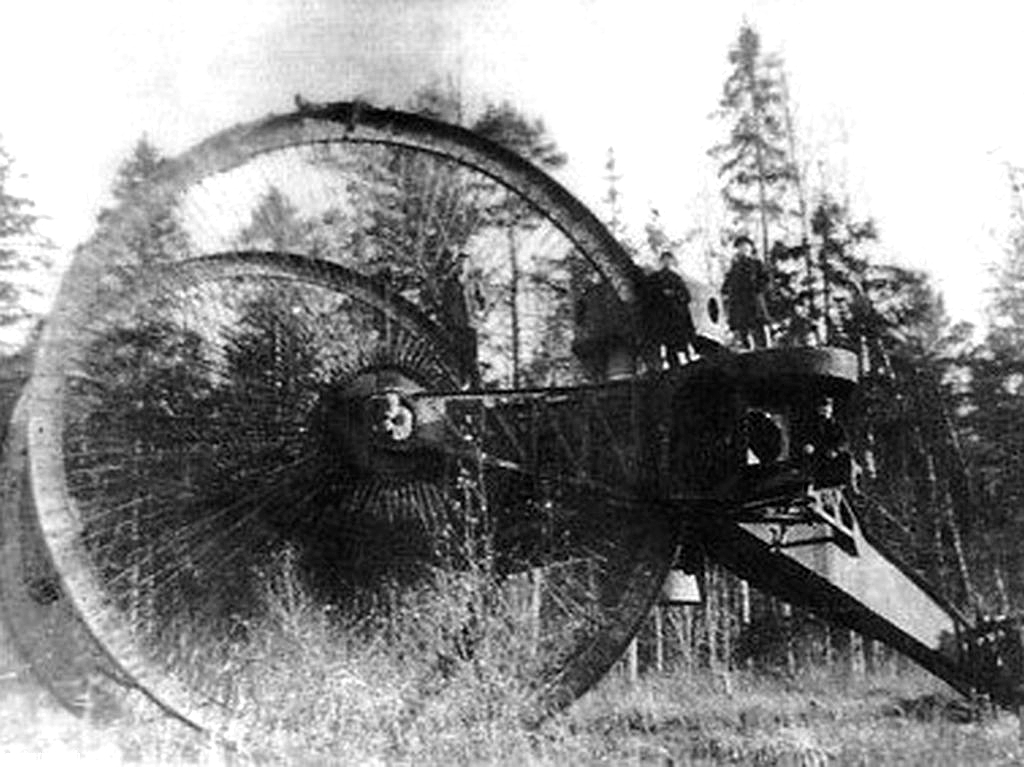
Car tank

Velení carské armády nebylo vojenským vynálezům příliš nakloněno a tanky nepovažovalo pro jejich nákladnost za přínosné. To však neznamenalo, že se jimi nezabývali ruští vynálezci.
V roce 1914 pracoval letecký konstruktér Alexandr Porochovščikov na obrněnci zvaném Vezděchod (všeprůchodný). Byl to první skutečný projekt tanku, který vznikl v Rusku. Poměrně malé oválné obrněné vozidlo o hmotnosti 3,5 tuny poháněl dvouválcový benzinový motor o výkonu 10 koní, s nímž mohl tank dosáhnout maximální rychlosti 42,5 km/h. Vezděchod vyzbrojený jedním kulometem se pohyboval na širokém pásu z pogumovaného plátna, který uváděly do pohybu čtyři rotující bubny. Pátý buben napínal pás. K řízení měla sloužit dvě malá směrová kola, po jenom na každé straně, jež se zasouvala či vysouvala podle toho, kam měl stroj zatočit. Jejich účinek však nebyl dostatečný, a proto byl projekt koncem roku 1915 zastaven. Propaganda v porevolučním Rusku a Sovětském svazu prohlašovala Vezděchod za historicky první tank.
Počátkem 1. světové války předložil konstruktér dělostřeleckých zařízení pro ruskou armádu Nikolaj Lebeděnko caru Mikuláši II. návrh na tank Car zvaný též Netopýr či tank Lebeděnko. Jednalo se o motorem poháněnou tříkolku s centrálním tělesem tvaru T, jež mělo vpředu dva závěsy pro hnaná paprsková kola o průměru asi 9 m a vzadu, na svažujícím se rameni, válec o průměru 1,5 m určený k řízení vozidla. Obrovský trup nesl klenutou věž se 150mm dělem a kulometem Maxim ráže 7,62 mm. Ve sponsonech na bocích mely být další kanóny a ve spodní věži zavěšené pod trupem dva kulomety Maxim ráže 7,62 mm. Celková délka vozidla činila 17,8 m, šířka 12 m a výška 9 m. Hmotnost dosahovala 60 t. Tank měly pohánět dva 240koňové (180 kW) motory Maybach získané ze sestřelené německé vzducholodi. Také tento projekt byl pro katastrofální průběh zkoušek v roce 1917 zastaven.
Konstrukci tanku se věnoval i syn slavného ruského chemika Dmitrije Mendělejeva, lodní inženýr Vasilij Mendělejev. Na svém mamutím 170tunovém tanku pracoval již od roku 1911 a v roce 1916 předložil svoji konstrukci ruskému ministerstvu války. Stroj s pancéřováním až 150 mm a mohutným námořním dělem ráže 120 mm měla obsluhovat osádka 8 mužů. Mendělejevův tank se vyznačoval řadou moderních prvků, jež začaly využívat až pozdější konstrukce. Dělo bylo vybaveno systémem automatického nabíjení, podvozek s housenkovými pásy měl pneumatické odpružení, jež umožňovalo změnu světlé výšky, a některé důležité systémy byly zdvojeny. Nicméně ohromné náklady (tank stál téměř tolik jako ponorka) a značné výrobní požadavky způsobily, že ani tento tank se nedostal do sériové výroby.
Nerealizovaný zůstal i projekt označovaný jednoduše „Dvacetitunový tank“. Prototyp, dokončený roku 1915, se konstrukčně podobal francouzskému Saint-Chamondu. Poháněl ho motor s výkonem 200 koní, jenž i přes značnou hmotnost 12milimetrového pancéřování umožňoval tanku slušnou pohyblivost. Posádka 4 mužů obsluhovala 107mm kanon a těžký kulomet umístěný vedle řidiče.